# Spanner Banner
Joseph Bonner (6 de febrero de 1959, Parroquia de Saint Andrew), conocido artísticamente como Spanner Banner, es un músico de reggae y dancehall jamaicano.
Es uno de los hermanos Bonner, todos ellos artistas de reggae, incluidos Plier y Richie Spice.

## Biografía
Joseph Bonner nació el 6 de febrero de 1959, en la zona rural de Rock Hall, St. Andrew, Jamaica. Bonner, hermano de otras estrellas del reggae como Plier, Richie Spice y Snatcha Lion.

### Inicios en ámbito musical
Comenzó su carrera a finales de la década de 1980 en el sistema de sonido Bidia en St. Andrew y tuvo éxitos con canciones como "Life Goes On" con el productor Winston Riley.
Coescribió "Tease Me", el éxito de Chaka Demus & Pliers, y saltó a la fama a mediados de la década de 1990 con álbumes en RAS (Now and Forever) y Island Records (Chill), trabajando con Sly and Robbie en este último.
Luego lanzó el álbum Real Love en 2001 en Heartbeat Records, con contribuciones de Tanya Stephens, Lady Saw y Sean Paul, entre otros.

### Carrera musical
Después de mudarse a Inglaterra durante algunos años, Bonner regresó a Jamaica y volvió a encontrar el éxito.
En 2009, regresó a las listas con el sencillo "Rolling Stones" producido por Donovan Germain y ganó el premio al "Artista de mayor retorno" en los Premios EME 2010.
En 2011 creó el sello discográfico Bonner Yard Productions.

## Discografía
Álbumes:
- Now and Forever (1994)
- Chill (1995)
- Lover's Story (1998)
- Real Love (2001)
- Clean Up Your Actions (2008)
- I'm a Winner (2009)

Compilaciones:
- Life Goes On (1990), Techniques
- Greatest Hits (2001), Jet Star